# チンポー湖
チンポー湖（チンポーこ、英: Jingpo Lacus、中国語: 鏡泊湖）は、土星の衛星タイタンの北極にある液体の湖である。

## 概要

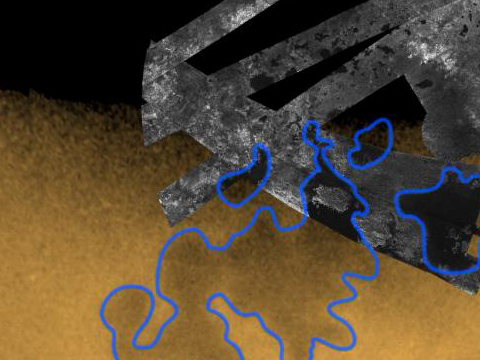
タイタンの北極の合成開口レーダー画像。中央に位置するのがチンポー湖、下に位置するのがクラーケン海、そして右に位置するリゲイア海とプンガ海。

チンポー湖はタイタン北極に位置しており、南極のオンタリオ湖とともに、海と名付けられた三つの大きな湖（クラーケン海、リゲイア海、プンガ海）に次ぐ、既知の最大級の湖である。湖の主成分は炭化水素（主に液体メタンとエタン）である。チンポー湖はクラーケン海の西の、北緯73度西経336度の地点に位置しており、全長は約240kmと地球のオネガ湖と近いサイズである。
2010年に正式名称としてチンポー湖と名づけられた、名前は中国の鏡泊湖（チンポー湖）から。

## 鏡面反射

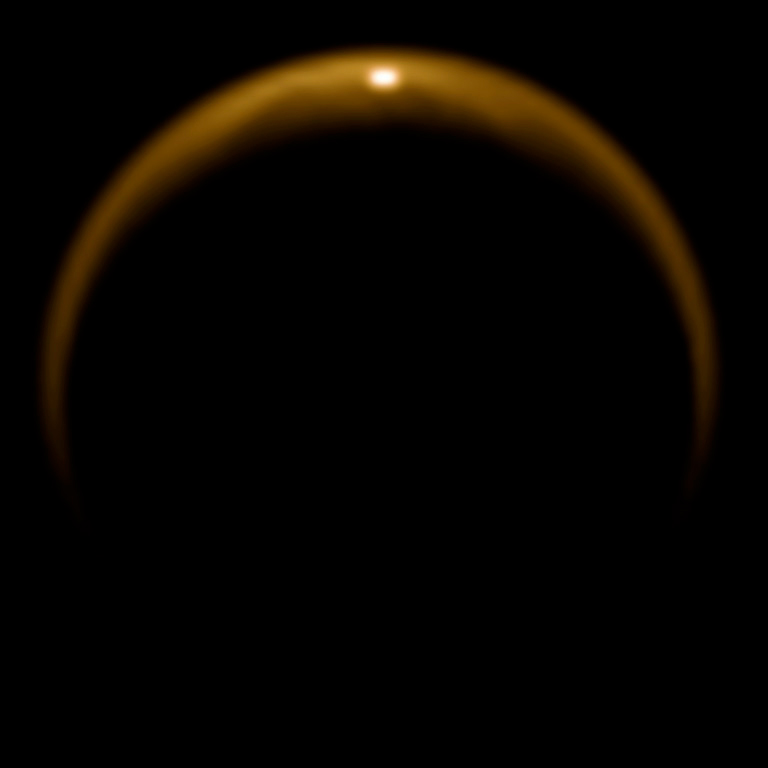
チンポー湖の鏡面反射。

2009年7月8日、探査機カッシーニの可視・赤外域マッピングスペクトロメーター (VIMS) により、5µmの赤外線でチンポー湖の北緯71度西経337度の領域での鏡面反射を観測した
鏡面反射が発生したということは、この地域の表面が鏡のように平らな状態になっていることを意味しており、このことはレーダー画像による巨大な液体の湖という推測を裏付けるものとなった。この観測結果は、北極地域が15年に亘る長い闇の冬の時代を終えた後でもたらされた。